# Persquen
Persquen (bretonisch: Persken) ist eine französische Gemeinde mit 358 Einwohnern (Stand 1. Januar 2022) im Département Morbihan in der Region Bretagne. Sie gehört zum Gemeindeverband Roi Morvan Communauté.

## Geographie
Persquen liegt im Nordwesten des Départements Morbihan und gehört zum Pays du Roi Morvan.
Nachbargemeinden sind Locmalo im Norden und Nordosten, Bubry im Osten und im Südosten, Inguiniel im Südwesten sowie Lignol im Westen.
Der Ort selber liegt etwas abseits von wichtigen Durchgangsstraßen an der D3/D23 von Rostrenen nach Baud. Die wichtigste regionale Straßenverbindung D782, welche die N124 mit der N125 verbindet, führt nur wenige Kilometer nördlich der Gemeinde vorbei.  
Die bedeutendsten Gewässer sind der Fluss Scorff sowie die Bäche Le Chapelain, Goah Mout und Saint-Vincent. Teilweise bilden diese auch die Gemeindegrenze. Auf dem Gemeindegebiet gibt es zudem noch mehrere Teiche. Weite Teile in der Mitte und im Süden des Gemeindegebiets sind von Wald bedeckt. 

## Bevölkerungsentwicklung
| Jahr      | 1962 | 1968 | 1975 | 1982 | 1990 | 1999 | 2006 | 2019 |
| Einwohner | 619  | 623  | 544  | 531  | 399  | 352  | 335  | 351  |

## Geschichte
Die Gemeinde gehörte zur bretonischen Region Bro Gwened (frz. Vannetais) und innerhalb dieser Region zum Gebiet Bro Bourlet (frz. Pays Pourlet) und teilt dessen Geschichte. Persquen gehört seit 1793 zum Kanton Guémené-sur-Scorff.

## Sehenswürdigkeiten
- Kirche Saint-Adrien aus dem 15. Jahrhundert; restauriert im 17. und 19. Jahrhundert
- Kapelle Saint-Vincent-Ferrier in Saint-Vincent aus dem 17. Jahrhundert
- Kapelle Notre-Dame de Pénéty mit Brunnen im gleichnamigen Ort aus dem 18. Jahrhundert
- Herrenhaus Suliado aus dem 16. Jahrhundert
- Schloss Kerohel aus dem 15. und 16. Jahrhundert; restauriert und erweitert im 18. und 19. Jahrhundert
- Schloss Penvern aus dem 18. Jahrhundert (Monument historique)
- Alte Mühle in Penvern aus dem 17. Jahrhundert

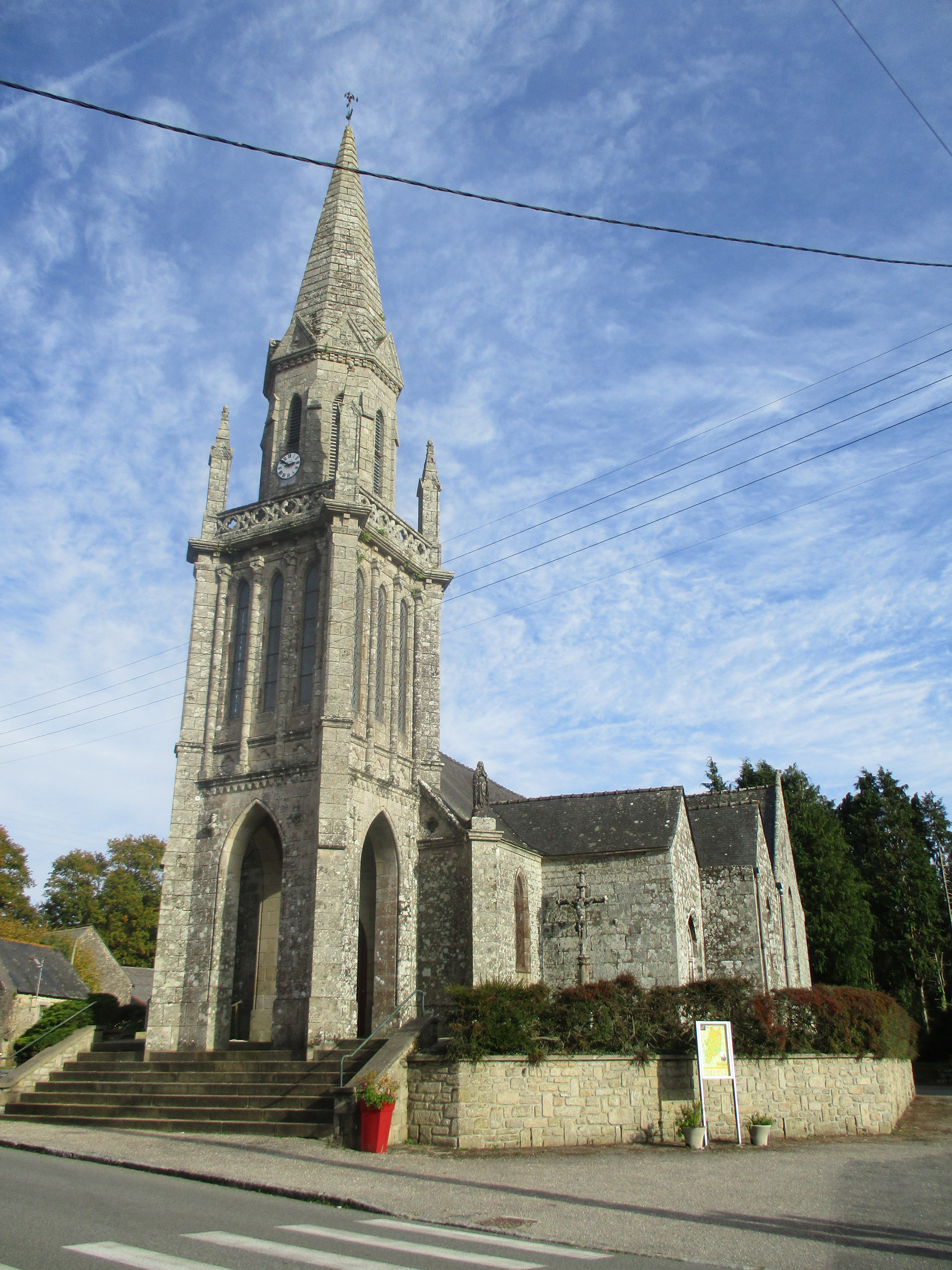
Kirche Saint-Adrien